# 趙弘殷
趙弘殷（899年—956年9月3日）涿郡人，後遷居洛陽。是宋朝君主趙匡胤、趙光義的父親。赵敬之子。庙号宣祖，谥号昭武皇帝。

## 生平
趙弘殷於保州长大，年少骁勇，擅长骑射。投靠赵王王镕为他的手下，并在此地与杜氏结婚。曾为王镕带领五百骑驰援唐庄宗于河上，有战功。唐庄宗爱惜他作战英勇，留用于洛阳禁军。同光四年（926年）唐庄宗死於兴教门之变。
天成二年（927年）次子赵匡胤生于洛阳夹马营。趙匡胤於二十一岁时离家闯荡江湖。
天福四年（939年）三子趙匡義生於東京。
乾祐年间（948年－950年），趙弘殷从军出征王景于凤翔，适逢蜀兵救援王景，汉军与蜀军在陈仓交战，一开始交战时，就有箭矢射中趙弘殷左眼，但是他反而更加英勇，奋力击败对手，因为这次功劳升至护圣都指挥使。周广顺三年（953年）改任铁骑第一军都指挥使，又转任右厢都指挥，领岳州防御使。又趙弘殷从军出征淮南，在前军后退南唐军来攻，趙弘殷领兵拦截并击败敌军。
显德三年（956年），趙弘殷带兵出征扬州，与后周世宗在寿春会合。寿春城中卖饼的商人所提供的饼又薄又小，周世宗非常生气，抓了十几个卖饼者打算杀掉，但是趙弘殷执意劝谏，救了那些人的性命。又追赠他的父亲赵敬左骁骑卫上将军的官爵。最后官至检校司徒、天水县男，与赵匡胤分掌禁军，地位非常高。
显德三年（956年）七月二十六日去世，死后追赠武清节度使、太尉。北宋建立後追尊為帝，廟號宣祖，諡號昭武皇帝。

## 家庭
- - 妻：昭憲太后杜氏
  - 子
    - 赵匡济（邕王，改曹王，早逝）
    - 趙匡胤（宋太祖）
    - 趙光義（宋太宗）
    - 趙廷美（一说生母杜氏，另说生母为宋太宗乳母耿氏）
    - 赵匡赞（夔王，改岐王，早逝）

  - 女
    - 陈国长公主（太祖追封）
    - 燕国长公主

## 現代研究
主流說法認為趙匡胤家族為漢人，祖先來自涿郡。中華人民共和國學者丁建军、韩毅等支持這個說法。

## 影視形象

### 電視劇
| 年份   | 地區         | 作品                 | 演員   |
| 1988年 | 香港無綫電視 | 《兵权》             | 鲍方   |
| 1994年 | 新加坡       | 《绝代双雄》         | 陈天祥 |
| 2005年 | 中國         | 《问君能有几多愁》   | 沈孟生 |
| 2015年 | 中國         | 《大宋傳奇之趙匡胤》 | 畢海峰 |